# Centrum (Sint-Pieters-Woluwe)
De wijk Centrum is een wijk in de Belgische gemeente Sint-Pieters-Woluwe in het Brussels Hoofdstedelijk Gewest. De wijk ligt in het noordwesten van de gemeente tussen de buurgemeente Sint-Lambrechts-Woluwe met 't Hof van Brussel in het noorden, het Woluwedal en Ter Bronnenpark in het oosten en het Woluwepark en de wijk Vogelzang in het zuiden. Naar het westen ligt de buurgemeente Etterbeek.
De wijk rond het centrale Meiersplein is de oude kern van Sint-Pieters-Woluwe voordat de bevolking in de 20e eeuw sterk groeide en de gemeente werd volgebouwd in de verschillende nieuwe wijken.

## Bezienswaardigheden
- Gemeentehuis van Sint-Pieters-Woluwe aan het Paul-Henri Spaakvoorplein
- Sint-Pieterskerk aan het Sint-Pietersvoorplein